# Pešče
Pešče (nemško Sand) je naselje v Občini Vernberk v Okraju Beljak-dežela na Koroškem v Avstriji.